# Alonej ha-Bašan
Alonej ha-Bašan (hebrejsky אַלּוֹנֵי הַבָּשָׁן, doslova „Duby bášanské“, podle biblického regionu Bášan zmiňovaného například v Knize Jozue 13,11, ve kterém se připomínaly dubové lesy – například v Knize Ezechiel 27,6, v oficiálním přepisu do angličtiny Allone HaBashan, přepisováno též Alonei HaBashan) je izraelská osada na Golanských výšinách v Oblastní radě Golan.

## Geografie
Vesnice se nachází v nadmořské výšce 960 metrů na odlesněné náhorní planině, ze které vystupují izolované pahorky sopečného původu. Východně od obce je to Har Chozek, západně Har Josifon, na severní straně Har Bnej Rasan. Leží cca 40 kilometrů severovýchodně od města Tiberias, cca 83 kilometrů severovýchodně od Haify a cca 147 kilometrů severovýchodně od centra Tel Avivu.
Alonej ha-Bašan leží na východním okraji Golanských výšin, respektive na východním okraji té části těchto výšin ovládané Izraelem, jen cca 1 kilometr od nárazníkového pásma, které odděluje území pod kontrolou Izraele a Sýrie. Jde tak o nejvýchodněji situované sídlo v celém Izraeli. Na dopravní síť Golanských výšin je vesnice napojena pomocí silnice číslo 98, která je hlavní severojižní komunikační osou Golanských výšin.

## Dějiny
Alonej ha-Bašan leží na Golanských výšinách, které byly dobyty izraelskou armádou v roce 1967 a jsou od té doby cíleně osidlovány Izraelci. Tato obec byla založena v roce 1981 jako nová komunita religiozních aktivistů okolo hnutí ha-Po'el ha-Mizrachi a Bnej Akiva. Šlo o sedmou nábožensky orientovanou osadu na Golanských výšinách. Její vznik byl reakcí na tehdy uvažovaný plán usmíření mezi Izraelem a Sýrií, v jehož rámci mělo dojít na Golanech ke korekcím hranic a k předání některých odlehlých partií pod kontrolu Sýrie. Tomuto záměru izraelští osadníci z Golanských výšin oponovali. V té době se uvažovalo o zřízení nové osady v lokalitě nazývané Micpe Dalijot (מצפה דליות), v jižní části Golan. Osadnické jádro už se připravovalo ve vesnici Ramat Magšimim. Jeho členové byli nyní vyzváni, aby místo toho odešli založit novou osadu na severní Golany, s cílem zmařit případné teritoriální ústupky. V květnu 1981 byla lokalita nynější vesnice Alonej ha-Bašan skutečně osídlena.
V obci funguje zařízení předškolní péče o děti. Základní škola je v obci Chispin nebo ve městě Kacrin. V Chispin je také chlapecká ješiva (tedy střední náboženská škola). Přímo v Alonej ha-Bašan pak funguje speciální ješiva, která se zaměřuje na mládež s poruchami soustředění. V této ješivě studuje cca 80 žáků. V Alonej ha-Bašan je také synagoga, obchod se smíšeným zbožím a knihovna.
Místní ekonomika je založena na zemědělství (včetně vinařství) a turistice. Zemědělstvím se zabývá cca polovina obyvatel. Vesnice původně fungovala jako mošav, a to konkrétně jeho kolektivněji organizovaná forma – mošav šitufi. V 90. letech 20. století ale prošla Alonej ha-Bašan procesem privatizace a nyní jde o takzvanou společnou osadu (Jišuv kehilati), bez výraznějšího kolektivního hospodaření. Zcela privátní je také nově plánovaná bytová výstavba. Poblíž obce byly instalovány větrné elektrárny.

## Demografie
Alonej ha-Bašan je osadou s nábožensky založeným obyvatelstvem. Jde o menší sídlo vesnického typu s dlouhodobě rostoucí populací. K 31. prosinci 2014 zde žilo 359 lidí. Během roku 2014 populace klesla o 1,6 %.
| Rok            | 1983 | 1995 | 1999 | 2000 | 2001 | 2003 | 2004 | 2005 | 2006 | 2007 | 2008 | 2009 | 2010 | 2011 | 2012 | 2013 | 2014 |
| -------------- | ---- | ---- | ---- | ---- | ---- | ---- | ---- | ---- | ---- | ---- | ---- | ---- | ---- | ---- | ---- | ---- | ---- |
| Počet obyvatel | 49   | 146  | 181  | 192  | 214  | 251  | 251  | 255  | 271  | 286  | 291  | 277  | 291  | 313  | 343  | 365  | 359  |